# Ан-Насир Абдаллах
Ан-Насир Абдаллах(араб. الناصر عبد الله بن الحسن‎; англ. An-Nasir Abdallah) (1811 — апрель 1840) — имам Йемена, правивший в 1837—1840 годах. Член семьи Казимид — потомков Мухаммеда, которые управляли Зейдитским имаматом в 1597—1962 годах.

## Захват власти
Абдаллах бин Мухаммад бин Аль-Касим бин Аббас был правнуком имама Аль-Махди Аббаса (ум. 1775). В феврале 1837 года имам Аль-Мансур Али II был свергнут собственными солдатами из-за задолженности по зарплате. Абдаллах успешно совершил дават с помощью партизан среди религиозных студентов. Свергнутый имам и его дядя Сиди Мухаммед были заключены под стражу при новом правителе, который взял имя Ан-Насир Абдаллах. Он захватил власть в тот момент, когда Тихама была оккупирована египетскими солдатами. Наместник короля Египта Мухаммед Али Паша отправил посланника Ан-Насиру и потребовал сдать Сану Порте. Ан-Насир любезно отказал.

## Религиозная и законодательная политика
Ан-Насир Абдаллах представлял традиционные интересы зейдитов, противоположные суннитским законам, созданным Мухаммадом аш-Шаукани. После своего вступления в статус имама, он стремился разрушить наследие Шаукани. Он представил строгое законодательство, где движения женщин были ограничены, также как и использование музыкальных инструментов. Исмаилиты, жившие к западу от Саны, были угнетены, согласно его политике. Разъяренные исмаилиты вытеснили людей имама из Хараза. В 1840 году Ан-Насир Абдаллах был убит своей собственной прислугой в загородном доме. По другой версии, его убийцами были исмаилиты из племени Хамдан. Вместо него имамом стал Сиди Мухаммед, который был освобожден из тюрьмы. Он взял имя Аль-Хади Мухаммед.